# Diaea spinosa
Diaea spinosa là một loài nhện trong họ Thomisidae.
Loài này thuộc chi Diaea. Diaea spinosa được Eugen von Keyserling miêu tả năm 1880.